# Nemesis (альбом)
Nemesis — четырнадцатый студийный альбом финской пауэр-метал-группы Stratovarius. Его выход состоялся 22 февраля 2013 года на немецком лейбле earMUSIC. Nemesis стал первым полноформатным альбомом группы, в записи которого принял участие новый ударник Рольф Пилве, сменивший Йорга Михаэля. Продюсированием и сведением альбома занимался Матиас Купиайнен, а мастерингом — Мика Юссила из студии Finnvox.
По словам вокалиста Stratovarius Тимо Котипелто, Nemesis звучит темнее и современнее, а работа над ним прошла легче, чем над предыдущей пластинкой коллектива Elysium, так как у группы было достаточно времени для этого. Обычное издание альбома содержит одиннадцать композиций, а специальное — тринадцать.

## История
Анонс диска состоялся 24 ноября 2012 года на сайте Stratovarius. 5 декабря группа опубликовала трек-лист альбома и выложила на YouTube-канале лейбла earMUSIC фрагмент песни «Unbreakable». Эта песня 25 января 2013 года вышла в качестве сингла. Помимо заглавной песни, релиз содержит четыре прошедших ремастеринг композиции из предыдущих альбомов группы.
Впервые песни из Nemesis Stratovarius исполнили 9 и 10 февраля 2013 года в рамках Radio Rock Cruise. Тур в поддержку альбома начался весной 2013 года.
Активное участие в записи альбома принял бывший участник Sonata Arctica гитарист Яни Лийматайнен, товарищ Тимо Котипелто по проекту Cain’s Offering. Причём Лийматайнен не просто исполнил партии акустической гитары и бэк-вокала, но и стал соавтором двух песен альбома.

## Список композиций
| №                   | Название               | Текст песни                | Музыка                            | Длительность |
| ------------------- | ---------------------- | -------------------------- | --------------------------------- | ------------ |
| 1.                  | «Abandon»              | Котипелто                  | Купиайнен                         | 4:51         |
| 2.                  | «Unbreakable»          | Купиайнен, Котипелто       | Купиайнен                         | 4:37         |
| 3.                  | «Stand My Ground»      | Купиайнен, Котипелто       | Купиайнен                         | 4:14         |
| 4.                  | «Halcyon Days»         | Котипелто                  | Купиайнен                         | 5:29         |
| 5.                  | «Fantasy»              | Порра                      | Порра                             | 4:19         |
| 6.                  | «Out of the Fog»       | Котипелто, Яни Лийматайнен | Котипелто, Лийматайнен, Купиайнен | 6:58         |
| 7.                  | «Castles in the Air»   | Юханссон                   | Юханссон                          | 6:02         |
| 8.                  | «Dragons»              | Юханссон                   | Юханссон                          | 4:04         |
| 9.                  | «One Must Fall»        | Купиайнен                  | Купиайнен                         | 4:27         |
| 10.                 | «If the Story Is Over» | Лийматайнен                | Лийматайнен, Котипелто            | 6:06         |
| 11.                 | «Nemesis»              | Котипелто                  | Купиайнен                         | 6:33         |
| Общая длительность: | Общая длительность:    | Общая длительность:        | Общая длительность:               | 57:40        |

| №   | Название                                  | Текст песни              | Музыка    | Длительность |
| --- | ----------------------------------------- | ------------------------ | --------- | ------------ |
| 12. | «Fireborn» (ограниченное издание)         | Порра                    | Порра     | 4:45         |
| 13. | «Hunter» (ограниченное издание)           | Котипелто, Пертту Вянскя | Купиайнен | 3:27         |
| 14. | «Kill It With Fire» (японское издание)    | Юханссон                 | Юханссон  | 4:52         |
| 15. | «Old Man and the Sea» (виниловое издание) | Порра                    | Порра     | 4:16         |

| №                   | Название                                     | Длительность |
| ------------------- | -------------------------------------------- | ------------ |
| 1.                  | «Unbreakable» (из альбома Nemesis)           | 4:37         |
| 2.                  | «Falling Star» (из альбома Polaris)          | 4:31         |
| 3.                  | «The Game Never Ends» (из альбома Elysium)   | 3:48         |
| 4.                  | «Freedom» (из альбома Infinite)              | 5:03         |
| 5.                  | «Why Are We Here» (из сборника Intermission) | 4:41         |
| Общая длительность: | Общая длительность:                          | 22:40        |

## Позиции в чартах
| Страна             | Высшая позиция | И.     |
| ------------------ | -------------- | ------ |
| Австрия            | 62             | [ 12 ] |
| Бельгия (Валлония) | 59             | [ 12 ] |
| Бельгия (Фландрия) | 136            | [ 12 ] |
| Германия           | 41             | [ 12 ] |
| Испания            | 32             | [ 12 ] |
| Финляндия          | 3              | [ 12 ] |
| Франция            | 82             | [ 12 ] |
| Швейцария          | 30             | [ 12 ] |
| Швеция             | 44             | [ 12 ] |

## Участники записи
| Stratovarius - Тимо Котипелто (фин. Timo Kotipelto) — вокал - Матиас Купиайнен (фин. Matias Kupiainen) — гитара, сведение, продюсирование - Йенс Юханссон (швед. Jens Johansson) — клавишные, аранжировка - Рольф Пилве (фин. Rolf Pilve) — ударные - Лаури Порра(фин. Lauri Porra) — бас-гитара Технический персонал и оформление - Мика Юссила (фин. Mika Jussila) — мастеринг - Gyula Havancsák — обложка - Sander Nebeling — вёрстка | Приглашённые музыканты - Яни Лийматайнен (фин. Jani Liimatainen) — акустическая гитара, бэк-вокал - Joakin Jokela — музыкальный свист - Бэк-вокал - Koop «The Pope» Arponen - Anna-Maija Jalkanen - Tipe Johnson - Susanna Koski - James «Danger» Lascelles - Alexa Leroux - Anna Maria Parkkinen - Arzka Sievälä - Dane «Great» Stefaniuk - Hepa Waara |